# Queen's Club Championships 2022 - Doppio
Pierre-Hugues Herbert e Nicolas Mahut erano i detentori del titolo, Herbert non ha partecipatoe al torneo, mentre Mahut ha fatto coppia con Édouard Roger-Vasselin e sono stati eliminati al primo turno da Lloyd Glasspool e Harri Heliövaara.
In finale Nikola Mektić e Mate Pavić hanno battuto Lloyd Glasspool e Harri Heliövaara con il punteggio di 3-6, 7–6(3), [10-6].

## Teste di serie
1. Rajeev Ram /  Joe Salisbury (quarti di finale)
2. Nikola Mektić /  Mate Pavić (campioni)

1. Wesley Koolhof /  Neal Skupski (primo turno)
2. Juan Sebastián Cabal /  Robert Farah (quarti di finale)

## Wildcard
1. Lloyd Glasspool /  Harri Heliövaara (finale)

1. Jonny O'Mara /  Ken Skupski (primo turno)

## Qualificati
1. André Göransson /  Ben McLachlan (primo turno)

## Ranking protetto
1. Frances Tiafoe /  Stan Wawrinka (primo turno)

## Tabellone

### Legenda
| - Q = Qualificato - WC = Wild card - LL = Lucky loser | - ALT = Alternate - SE = Special Exempt - PR = Protected Ranking | - w/o = Walkover - r = Ritirato - d = Squalificato |

|  | Primo turno | Primo turno              | Primo turno              | Primo turno | Primo turno |  |  | Quarti di finale | Quarti di finale         | Quarti di finale         | Quarti di finale       | Quarti di finale |   |      | Semifinali | Semifinali                       | Semifinali | Semifinali               | Semifinali |   |      | Finale | Finale | Finale | Finale | Finale |  |
|  |             |                          |                          |             |             |  |  |                  |                          |                          |                        |                  |   |      |            |                                  |            |                          |            |   |      |        |        |        |        |        |  |
|  | 1           | R Ram J Salisbury        | R Ram J Salisbury        | 7           | 7           |  |  |                  |                          |                          |                        |                  |   |      |            |                                  |            |                          |            |   |      |        |        |        |        |        |  |
|  |             | J Murray B Soares        | J Murray B Soares        | 62          | 63          |  |  | 1                | R Ram J Salisbury        | R Ram J Salisbury        | 68                     | 2                |   |      |            |                                  |            |                          |            |   |      |        |        |        |        |        |  |
|  |             | N Mahut É Roger-Vasselin | N Mahut É Roger-Vasselin | 5           | 3           |  |  | WC               | L Glasspool H Heliövaara | L Glasspool H Heliövaara | 7                      | 6                |   |      |            |                                  |            |                          |            |   |      |        |        |        |        |        |  |
|  | WC          | L Glasspool H Heliövaara | L Glasspool H Heliövaara | 7           | 6           |  |  |                  |                          |                          |                        |                  |   |      | WC         | L Glasspool H Heliövaara         | 7          | 64                       | [10]       |   |      |        |        |        |        |        |  |
|  | 4           | JS Cabal R Farah         | 3                        | 6           | [10]        |  |  |                  |                          |                          | R Bopanna D Shapovalov | 5                | 7 | [4]  |            |                                  |            |                          |            |   |      |        |        |        |        |        |  |
|  | Q           | A Göransson B McLachlan  | 6                        | 3           | [4]         |  |  | 4                | JS Cabal R Farah         | JS Cabal R Farah         | 3                      | 4                |   |      |            |                                  |            |                          |            |   |      |        |        |        |        |        |  |
|  |             | R Bopanna D Shapovalov   | R Bopanna D Shapovalov   | 7           | 6           |  |  |                  | R Bopanna D Shapovalov   | R Bopanna D Shapovalov   | 6                      | 6                |   |      |            |                                  |            |                          |            |   |      |        |        |        |        |        |  |
|  |             | P Martínez D Schwartzman | P Martínez D Schwartzman | 6           | 4           |  |  |                  |                          |                          |                        |                  |   |      | WC         | Lloyd Glasspool Harri Heliövaara | 6          | 63                       | [6]        |   |      |        |        |        |        |        |  |
|  |             | G Dimitrov D Evans       | 6                        | 63          | [6]         |  |  |                  |                          |                          |                        |                  |   |      |            |                                  | 2          | Nikola Mektić Mate Pavić | 3          | 7 | [10] |        |        |        |        |        |  |
|  |             | T Fritz T Paul           | 2                        | 7           | [10]        |  |  |                  | T Fritz T Paul           | T Fritz T Paul           | 6                      | 6                |   |      |            |                                  |            |                          |            |   |      |        |        |        |        |        |  |
|  |             | A de Minaur C Norrie     | 7                        | 5           | [10]        |  |  |                  | A de Minaur C Norrie     | A de Minaur C Norrie     | 4                      | 4                |   |      |            |                                  |            |                          |            |   |      |        |        |        |        |        |  |
|  | 3           | W Koolhof N Skupski      | 64                       | 7           | [6]         |  |  |                  |                          |                          |                        |                  |   |      |            | T Fritz T Paul                   | 7          | 2                        | [8]        |   |      |        |        |        |        |        |  |
|  |             | J Peers F Polášek        | J Peers F Polášek        | 6           | 6           |  |  |                  |                          | 2                        | N Mektić M Pavić       | 5                | 6 | [10] |            |                                  |            |                          |            |   |      |        |        |        |        |        |  |
|  | PR          | F Tiafoe S Wawrinka      | F Tiafoe S Wawrinka      | 2           | 3           |  |  |                  | J Peers F Polášek        | 6                        | 5                      | [9]              |   |      |            |                                  |            |                          |            |   |      |        |        |        |        |        |  |
|  | WC          | J O'Mara K Skupski       | J O'Mara K Skupski       | 4           | 2           |  |  | 2                | N Mektić M Pavić         | 4                        | 7                      | [11]             |   |      |            |                                  |            |                          |            |   |      |        |        |        |        |        |  |
|  | 2           | N Mektić M Pavić         | N Mektić M Pavić         | 6           | 6           |  |  |                  |                          |                          |                        |                  |   |      |            |                                  |            |                          |            |   |      |        |        |        |        |        |  |

## Qualificazioni

### Teste di serie
1. André Göransson /  Ben McLachlan (qualificati)

1. Oleksandr Nedovjesov /  Aisam-ul-Haq Qureshi (ultimo turno)

### Qualificati
1. André Göransson /  Ben McLachlan

### Tabellone
|  | Primo turno | Primo turno                | Primo turno                | Primo turno | Primo turno |  |  | Ultimo turno | Ultimo turno               | Ultimo turno               | Ultimo turno | Ultimo turno |  |
|  |             |                            |                            |             |             |  |  |              |                            |                            |              |              |  |
|  | 1           | A Göransson B McLachlan    | A Göransson B McLachlan    | 6           | 6           |  |  |              |                            |                            |              |              |  |
|  | WC          | J Clarke A Gray            | J Clarke A Gray            | 2           | 4           |  |  | 1            | A Göransson B McLachlan    | A Göransson B McLachlan    | 6            | 6            |  |
|  |             | A Bublik E Ruusuvuori      | A Bublik E Ruusuvuori      | 3           | 4           |  |  | 2            | O Nedovjesov A-u-H Qureshi | O Nedovjesov A-u-H Qureshi | 4            | 4            |  |
|  | 2           | O Nedovjesov A-u-H Qureshi | O Nedovjesov A-u-H Qureshi | 6           | 6           |  |  |              |                            |                            |              |              |  |